# Élections générales de 2007 à Gibraltar
Les élections législatives de Gibraltar en 2007 se sont tenues le 11 octobre 2007 pour élire les 17 membres du parlement pour un mandat de quatre ans.

## Partis en présence
| Parti | Parti | Idéologie                          | Chef de file                     | Score précédent           |
| ----- | --- | ---------------------------------- | -------------------------------- | ------------------------- |
|       | Sociaux-démocrates de Gibraltar (GSD) Gibraltar Social Democrats                                               | Centre droit Conservatisme         | Peter Caruana (Ministre en chef) | 51,5 % des voix 8 députés |
|       | GSLP-Alliance libérale - Parti travailliste-socialiste de Gibraltar (GSLP) - Parti libéral de Gibraltar (LIBS) | Centre gauche Social-démocratie    | Joe Bossano (Député)             | 39,7 % des voix 7 députés |
|       | Parti démocrate-progressiste (PDP) Progressive Democratic Party                                                | Centre droit Libéral-conservatisme | Keith Azopardi                   | Inexistant                |
|       | Nouvelle Démocratie de Gibraltar (NGD) New Gibraltar Democracy                                                 | Centre droit Démocratie chrétienne | Charles Gomez                    | Inexistant                |
|       | Indépendant |                                    | Richard Martinez                 | Non candidat              |

## Résultats

### Par partis
| Parti                    | Parti                                  | Parti                                             | Voix    | %     | +/-  | Sièges        | +/-           |
| ------------------------ | -------------------------------------- | ------------------------------------------------- | ------- | ----- | ---- | ------------- | ------------- |
|                          | Sociaux-démocrates de Gibraltar (GSD)  | Sociaux-démocrates de Gibraltar (GSD)             | 76 334  | 49,33 | 2,12 | 10            | 2             |
|                          |                                        | Parti travailliste-socialiste de Gibraltar (GSLP) | 49 277  | 31,84 | 6,76 | 4             | 1             |
|                          | Parti libéral de Gibraltar (GLP)       | 21 120                                            | 13,65   | 0,96  | 3    | 1             |               |
| GSLP-Alliance libérale   | GSLP-Alliance libérale                 | 70 397                                            | 45,49   | 5,80  | 7    | en stagnation |               |
|                          | Parti démocrate-progressiste (PDP)     | Parti démocrate-progressiste (PDP)                | 5 799   | 3,75  | Nv.  | 0             | en stagnation |
|                          | Nouvelle Démocratie de Gibraltar (NGD) | Nouvelle Démocratie de Gibraltar (NGD)            | 1 210   | 0,78  | Nv.  | 0             | en stagnation |
|                          | Indépendant                            | Indépendant                                       | 1 003   | 0,65  | Nv.  | 0             | en stagnation |
| Total des voix           | Total des voix                         | Total des voix                                    | 154 743 | 100   |      |               |               |
|                          |                                        |                                                   |         |       |      |               |               |
| Total des votants        | Total des votants                      | Total des votants                                 | 16 004  | 100   | –    | 17            | 2             |
| Abstentions              | Abstentions                            | Abstentions                                       | 3 656   | 18,60 |      |               |               |
| Inscrits / participation | Inscrits / participation               | Inscrits / participation                          | 19 660  | 81,40 |      |               |               |

### Par candidat
| Nom | Nom               | Parti | Voix  | Élu ? |
| --- | ----------------- | ----- | ----- | ----- |
|     | Peter Caruana     | GSD   | 8 333 | Oui   |
|     | Fabian Vinet      | GSD   | 7 810 | Oui   |
|     | James Netto       | GSD   | 7 755 | Oui   |
|     | Ernest Britto     | GSD   | 7 669 | Oui   |
|     | Joe Holliday      | GSD   | 7 666 | Oui   |
|     | Clive Beltran     | GSD   | 7 642 | Oui   |
|     | Joe Bossano       | GSLP  | 7 561 | Oui   |
|     | Yvette Del Agua   | GSD   | 7 422 | Oui   |
|     | Daniel Feetham    | GSD   | 7 419 | Oui   |
|     | Fabian Picardo    | GSLP  | 7 376 | Oui   |
|     | Luis Montiel      | GSD   | 7 347 | Oui   |
|     | Edwin Reyes       | GSD   | 7 271 | Oui   |
|     | Joseph Garcia     | GLP   | 7 225 | Oui   |
|     | Gilbert Licudi    | GSLP  | 7 149 | Oui   |
|     | Charles Bruzon    | GSLP  | 7 049 | Oui   |
|     | Neil Costa        | GLP   | 6 999 | Oui   |
|     | Steven Linares    | GLP   | 6 896 | Oui   |
|     | Paul Balban       | GSLP  | 6 782 | Non   |
|     | Maribel Chellaram | GSLP  | 6 688 | Non   |
|     | Lucio Randall     | GSLP  | 6 672 | Non   |
|     | Keith Azopardi    | PDP   | 2 163 | Non   |
|     | Charles Gomez     | NGD   | 1 210 | Non   |
|     | Richard Martinez  | IND   | 1 003 | Non   |
|     | Nicholas Cruz     | PDP   | 908   | Non   |
|     | Gavin Gafan       | PDP   | 711   | Non   |
|     | Rosemarie Peach   | PDP   | 684   | Non   |
|     | Moira Walsh       | PDP   | 674   | Non   |
|     | Giselle Sene      | PDP   | 659   | Non   |